# 洛斯波沃林

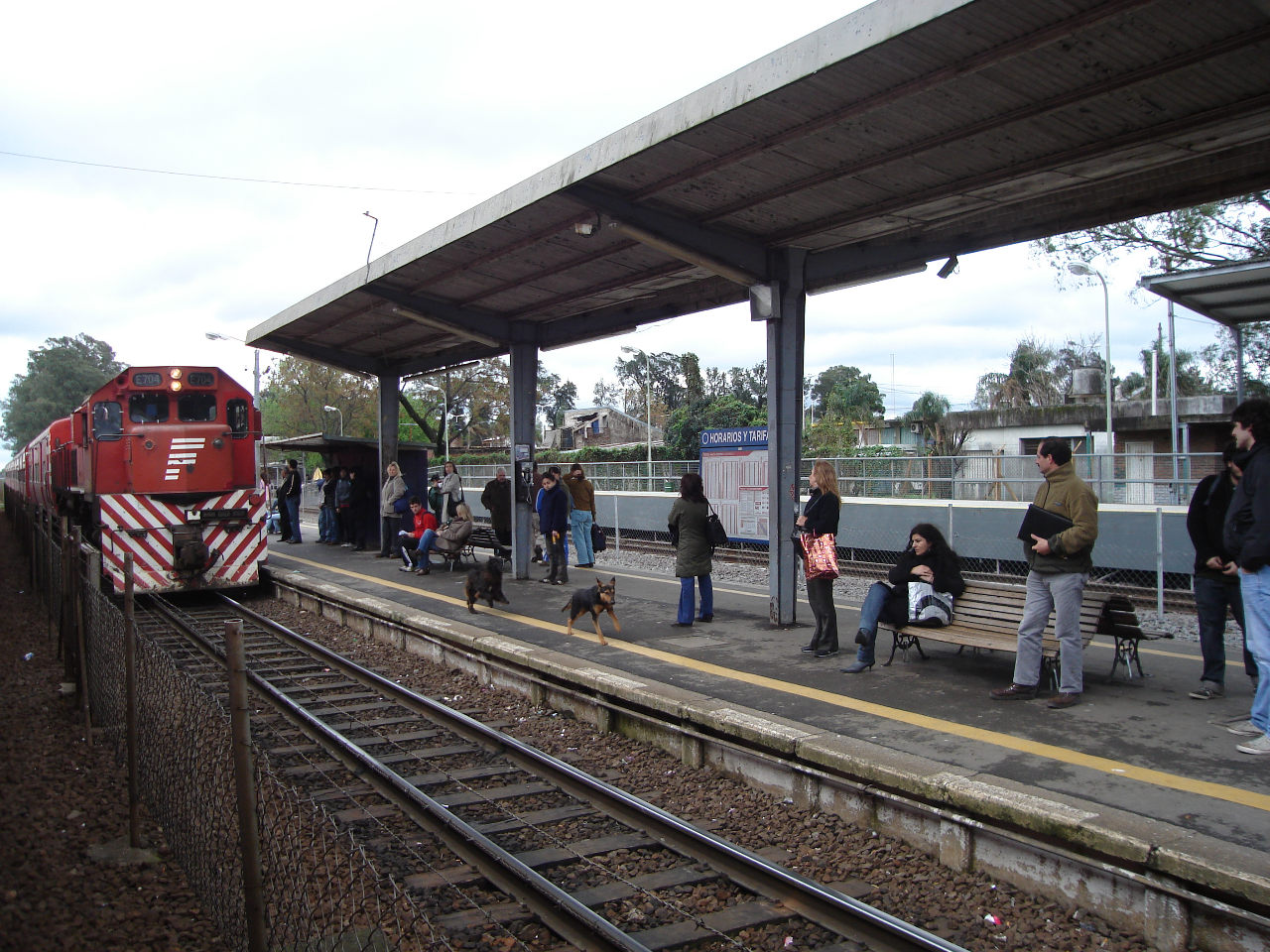
洛斯波沃林

洛斯波沃林是阿根廷的城鎮，位於該國東北部，由布宜諾斯艾利斯省負責管轄，距離首都布宜諾斯艾利斯33公里，海拔高度22米，2001年人口53,354。

## 外部連結
- （西班牙文） Municipal website map